# Tratado da Tríplice Aliança
O Tratado da Tríplice Aliança foi um tratado que aliou o Império do Brasil, Argentina e Uruguai contra o Paraguai. Assinado em 1865, após a eclosão da Guerra do Paraguai, seus artigos (mais um Protocolo) prescreviam as ações dos aliados durante e após a guerra. A guerra levou à quase aniquilação do Paraguai.
Após a derrota do Paraguai em 1870, Brasil e Argentina, que eram inimigos tradicionais, estiveram à beira de uma guerra mútua durante seis anos devido a disputas e mal-entendidos sobre o tratado.

## Prelúdio
Embora o Império do Brasil e da Argentina fossem inimigos tradicionais, eles, juntamente com o Uruguai, uniram-se contra o Paraguai em 1865. As causas da guerra foram diversas e foram calorosamente contestadas por escritores modernos, e remontam mesmo a disputas territoriais entre Portugal e Espanha decorrentes do Tratado de Tordesilhas (1494). “Na verdade, a Guerra do Paraguai foi apenas o último capítulo de um conflito de dois séculos entre espanhóis e portugueses pela região”. Mas, para os fins deste artigo, pode ser suficiente delinear a situação geopolítica e os antecedentes imediatos do tratado.

Em meados do século XIX, vastas extensões da América do Sul eram subdesenvolvidas, as ferrovias eram poucas e curtas, e as estradas pavimentadas praticamente não existiam; então os rios navegáveis eram "artérias vitais". De particular relevância foram os rios Paraná e Paraguai. Usando o sistema Paraná-Paraguai, navios bastante grandes poderiam navegar 3 010 km rio acima de Buenos Aires até a província brasileira de Mato Grosso. Esses rios foram de importância crucial para o Paraguai, sem litoral, para o Brasil e para o comércio de algumas províncias argentinas. Foi, como escreveu D.S. Chandler:
Uma região que precisava apenas de relações pacíficas e de rios abertos para um rápido crescimento económico e para transformar a vida dos seus habitantes. Infelizmente, após o início da era da independência, essas condições raramente se apresentavam durante mais do que alguns anos de cada vez. Guerras e rivalidades políticas e económicas fizeram com que, na maioria das vezes, tarifas elevadas e bloqueios perturbassem o sistema fluvial.
Assim, a província de Buenos Aires, sob o comando de Juan Manuel de Rosas restringiu o tráfego fluvial para pressionar o Paraguai a montante, e o Paraguai, sob o comando de Carlos Antonio López, fez o mesmo para pressionar o Brasil.

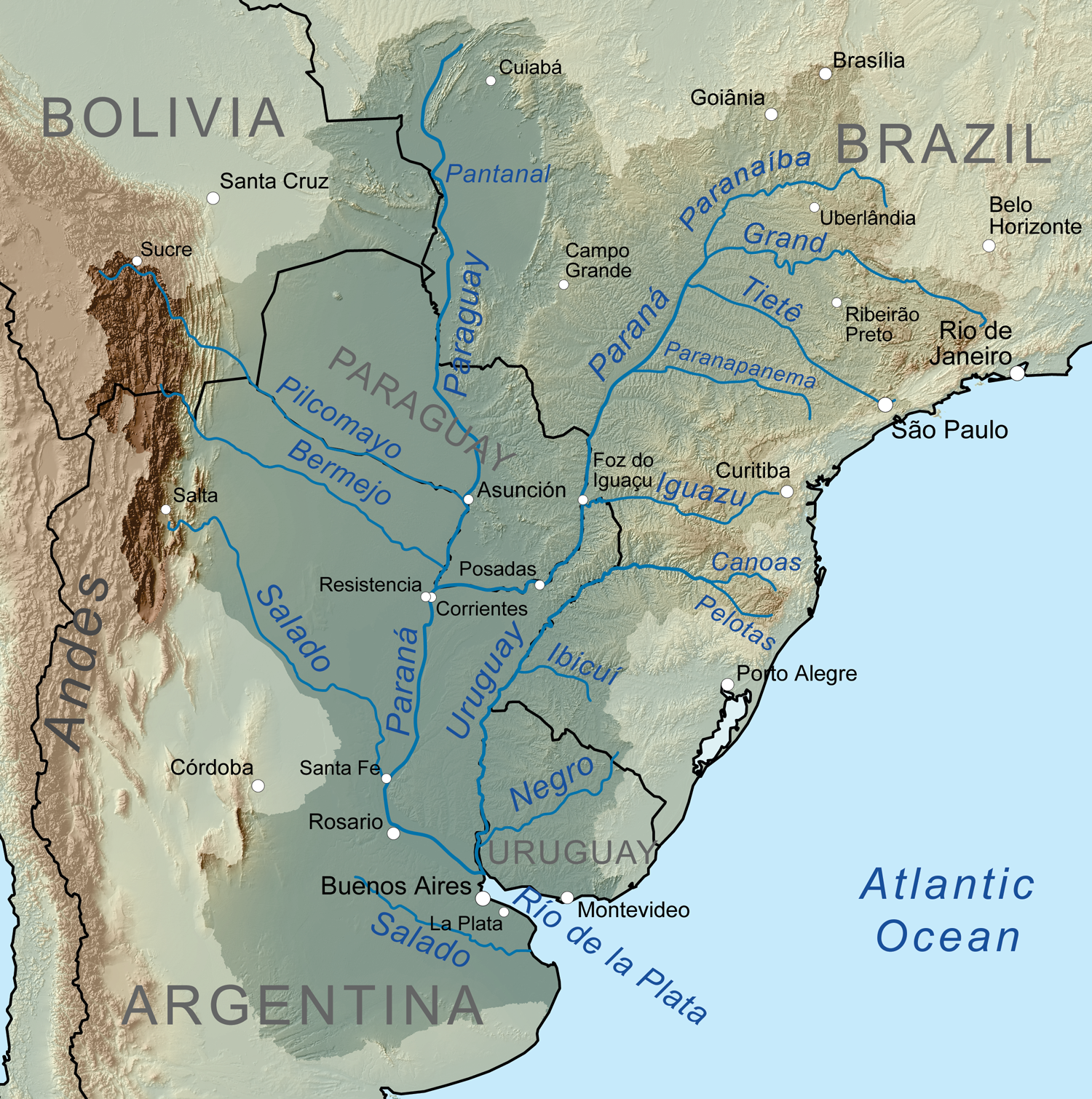
Artérias vitais. A livre navegação dos rios Paraná e Paraguai há muito era disputada por potências rivais. (Os limites mostrados aqui são atuais.)

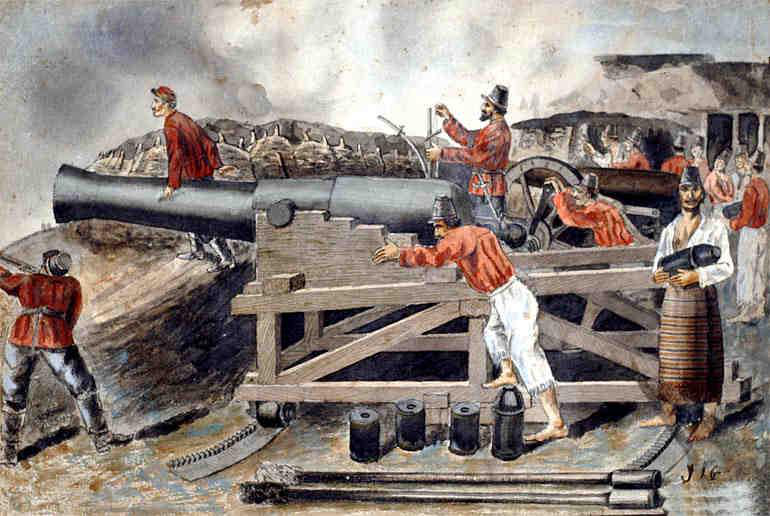
Peça de artilharia paraguaia fabricada em Assunção no padrão avançado Whitworth aqui dirigida pelo tenente-coronel George Thompson, um dos 200 técnicos britânicos no Paraguai.

Além disso, imensos territórios foram disputados. Não efetivamente ocupadas por ninguém, exceto pelos habitantes aborígenes, não tinham fronteiras internacionais óbvias. Houve uma disputa de fronteira entre o Brasil e o Paraguai que remonta aos tempos coloniais, e houve grandes áreas em disputa entre o Paraguai e a Argentina no Gran Chaco e no território de Misiones. Nessa altura, não existiam princípios óbvios e aceites segundo os quais pudessem ter sido resolvidos, e não existia nenhuma prática estabelecida de arbitragem internacional. No direito internacional, a vitória na guerra era uma forma reconhecida de aquisição de território.

Em 1855, o Paraguai, com um compreensível medo e desconfiança em relação aos seus vizinhos, começou a desenvolver a formidável Fortaleza de Humaitá. Estabelecida perto da foz do rio Paraguai e conhecida como o Gibraltar da América do Sul, a fortaleza era a porta de entrada do país. No entanto, pode ter feito com que o governo paraguaio se sentisse invulnerável (erroneamente, como se viu) e causou tensão com o Brasil. Conforme explicado pelo tenente-coronel George Thompson do Exército Paraguaio:
O Paraguai fez com que todas as embarcações ancorassem e pedissem permissão antes de poder subir o rio. Como esta era a única estrada viável que o Brasil tinha para sua província de Matto-Grosso [sic], ele naturalmente desaprovou a paralisação do rio, e aos poucos acumulou grandes estoques militares em Matto-Grosso, com o objetivo, sem dúvida, de algum dia destruir Humaitá.
Entre 1854 e 1864, e supervisionado por Francisco Solano López, filho de Carlos Antonio López, o Paraguai construiu suas forças militares porque pensava que o mundo exterior (em particular o Brasil, Argentina, os Estados Unidos, e o Império Britânico) estava desrespeitando isso.  O Paraguai importou cerca de 200 técnicos estrangeiros, a maioria britânicos, e desenvolveu uma fundição de ferro, um arsenal, um estaleiro, um telégrafo e uma ferrovia. Uma parte importante desta modernização foi de orientação militar. Também importou da Grã-Bretanha o quadro de um corpo médico militar que treinou estudantes de medicina paraguaios. Assim, o Paraguai tornou-se uma importante potência regional. No entanto, como observado por John Hoyt Williams, "a velocidade vertiginosa com que a sua nação foi 'modernizada' e fortalecida levou López a exercitar os seus novos músculos e a procurar um papel activista cada vez maior nos assuntos internacionais". López tornou-se governante do Paraguai em setembro de 1862, após a morte de seu pai.

Os territórios disputados antes da guerra (áreas hachuradas) eram maiores que a Califórnia

Em 1862, o Partido Blanco uruguaio, tradicionalmente hostil ao Brasil, e agora alarmado porque os seus amargos inimigos também haviam tomado o poder em Buenos Aires, sentiu-se extremamente carente de aliados. Começou uma campanha diplomática secreta para virar o Paraguai agressivamente contra Buenos Aires. Esta campanha, que continuou até 1864, insinuou que Buenos Aires tinha planos tanto para o Paraguai quanto para o Uruguai, que deveriam fazer uma aliança bélica, separar províncias argentinas e tomar a ilha Martín García. Embora Francisco Solano López, do Paraguai, não confiasse nos Blancos e não tenha assinado uma aliança com o Uruguai, ele mesmo assim fortaleceu-se. Como as mulheres sempre cultivaram culturas de subsistência no Paraguai, todos os homens fisicamente aptos com idade entre 16 e 50 anos estavam disponíveis para o serviço e, em março de 1864, foram recrutados para treinamento militar "intensivo". Em setembro de 1864, López tinha cerca de 48 000-150 000 homens em pé de guerra, mais do que qualquer outra potência na região. Escreveu Thomas L. Whigham: “O Paraguai era o único país da região que podia se orgulhar de sua preparação militar e de um tesouro completo”.

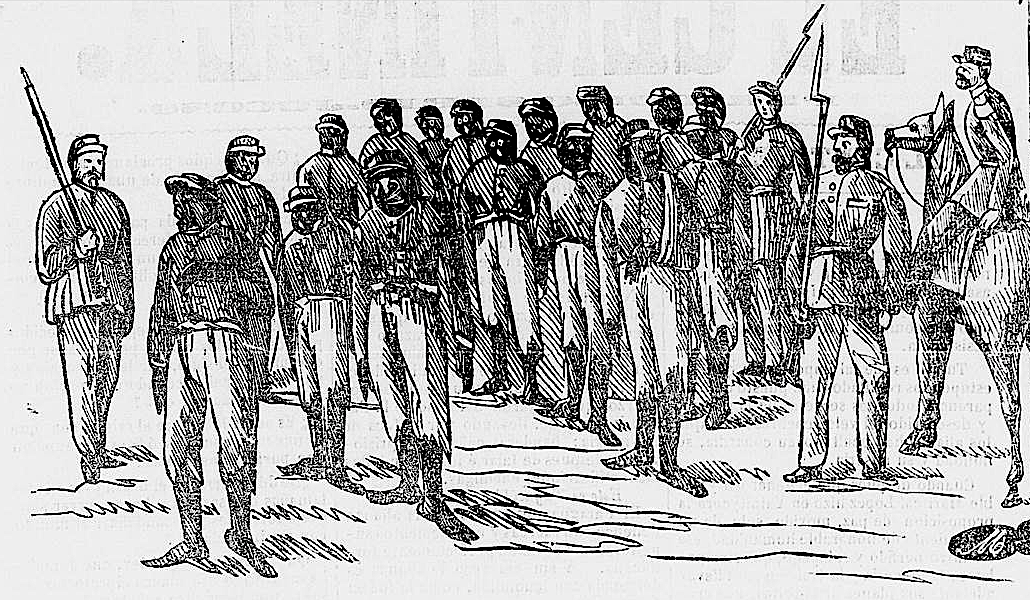
A xenofobia foi uma das causas da guerra. Prisioneiros brasileiros caricaturados como hediondos afro-americanos em um cartoon de propaganda do governo paraguaio (El Centinela, 1867)

No entanto, à medida que os acontecimentos foram acontecendo, López não lançou esta força sobre a Argentina, mas sobre o Brasil. Os supostos maus-tratos a cidadãos brasileiros por parte dos Blancos uruguaios eram uma queixa brasileira de longa data e em abril de 1864 a agitação política levou a raiva brasileira à ebulição. Em maio de 1864, o Brasil enviou uma missão diplomática ao Uruguai para exigir reparações, acompanhada por uma esquadra naval; Tropas brasileiras se concentraram ao longo da fronteira. Em 30 de agosto de 1864, o Paraguai alertou o Brasil contra uma ação militar no Uruguai, mas isso foi ignorado: a Guerra do Uruguai começou. Em novembro de 1864, o Paraguai disparou e apreendeu o navio do governo brasileiro Marquês de Olinda enquanto ele subia o rio Paraguai em sua viagem mensal de rotina para o Mato Grosso. Provou-se que transportava provisões militares. Os exércitos paraguaios procederam à invasão da província brasileira de Mato Grosso Em 14 de janeiro de 1865, o governo paraguaio pediu permissão à Argentina para atacar o Brasil através da província de Corrientes, que foi recusada. Em 13 de abril, navios paraguaios dispararam e apreenderam duas embarcações de guerra argentinas atracadas no porto argentino de Corrientes e os paraguaios iniciaram a invasão da própria província.
O Paraguai já havia feito guerra ao muito mais populoso Império do Brasil, à Argentina (também mais populoso), e ameaçado a Facção Colorado do Uruguai, que já havia chegado ao poder. Os três países estavam habituados a pensar no Paraguai como um arrivista atrasado e ficaram indignados. Os seus ministros dos Negócios Estrangeiros reuniram-se em Buenos Aires e negociaram o Tratado da Tríplice Aliança.

## Negociações

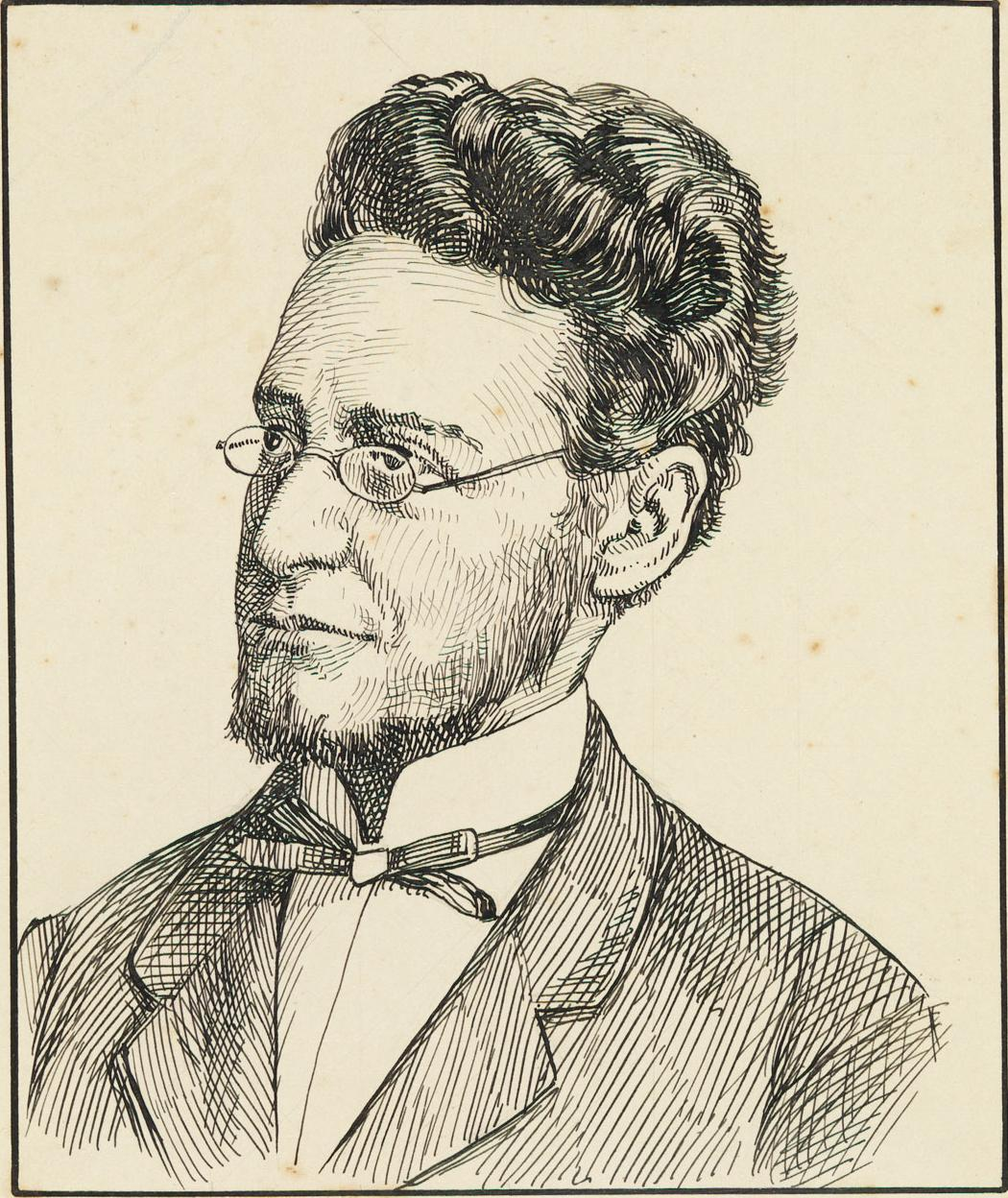
Francisco Otaviano, poeta e diplomata, o enviado brasileiro.

Em março de 1865, uma mudança de governo no Brasil fez com que o membro do Partido Liberal Francisco Otaviano de Almeida Rosa fosse enviado em missão especial à região do Rio da Prata. O Paraguai estava em guerra com o Brasil, mas ainda não havia atacado a Argentina. Algumas de suas instruções foram reforçar o governo uruguaio do pró-brasileiro Venâncio Flores, ver como o Uruguai poderia cooperar na guerra contra o Paraguai e impedir o governo argentino de criar quaisquer obstáculos.
O ataque paraguaio ao território argentino (13 de abril) precipitou a aliança Brasil-Argentina de modo que Otaviano, de 40 anos, teve que negociar seus termos no local, sem instruções específicas do Rio de Janeiro, pois não havia ligação telegráfica com aquela capital. Suas instruções gerais eram que o Paraguai deveria pagar pela guerra, as fortificações de Humaitá deveriam ser destruídas para garantir a liberdade de navegação e um tratado de fronteira deveria ser assinado com o Paraguai de acordo com certas propostas brasileiras de 1853.
Como Argentina e Brasil eram inimigos tradicionais, o Brasil não confiava nas intenções argentinas na bacia do Rio da Prata. Otaviano achava que o governo argentino pretendia obter ajuda do Brasil sem assumir quaisquer obrigações para que, uma vez terminado o conflito, pudesse reincorporar o território paraguaio a um sucessor liderado pela Argentina do antigo Vice-Reino do Rio da Prata. Nesse sentido, Otaviano insistiu que o Tratado da Tríplice Aliança garantisse a independência do Paraguai. Isto não foi bem recebido pela Argentina, que insistiu em receber integralmente as suas reivindicações territoriais de Misiones e Chaco, até à fronteira boliviana.
O tratado foi assinado em 1º de maio de 1865.

### Reação do governo brasileiro
Quando o governo brasileiro descobriu o que Otaviano havia negociado, especialmente suas concessões à Argentina, não ficou satisfeito e os termos do tratado foram fortemente criticados pela oposição conservadora. A crença geral no Brasil era que não precisava de uma aliança com a Argentina para vencer o Paraguai, apenas que a Argentina deveria ficar fora do caminho. O Imperador Dom Pedro II encaminhou o Tratado à Seção de Relações Exteriores do Conselho de Estado, que informou que o tratado era desvantajoso para o Brasil de várias maneiras, tornando muito fácil para a Argentina anexar o Paraguai em alguma data futura e muito difícil para a marinha brasileira bloquear o Paraguai, se necessário. Os termos de Otaviano foram duramente criticados, mas ele afirmou que a situação em 1865 era tão crítica que, se a Argentina quisesse tirar vantagem dela, "teríamos dado a eles o dobro ou o triplo".
A Secção de Relações Exteriores disse que como já era tarde para renegociar o tratado, a melhor saída, apesar do que dizia, era que a Argentina não deveria obter "um palmo de território" acima do rio Pilcomayo. O Pilcomayo flui através do Gran Chaco até a margem direita do rio Paraguai (ver mapa), mas a reivindicação da Argentina sobre o Chaco foi muito ao norte disso. Na verdade, de acordo com o Artigo XVI deveria receber território até Bahia Negra, perto da fronteira com a Bolívia. Após a Guerra da Tríplice Aliança, através de um longo processo, o Brasil conseguiu impedir que a Argentina conseguisse território ao norte do Pilcomayo, e esse rio ainda é a fronteira internacional entre a província argentina de Formosa e o departamento paraguaio de Presidente Hayes.

## Versões
Seguindo o uso diplomático da época, o tratado tem três versões diferentes. Não há diferenças significativas, mas a sequência das passagens pode variar.

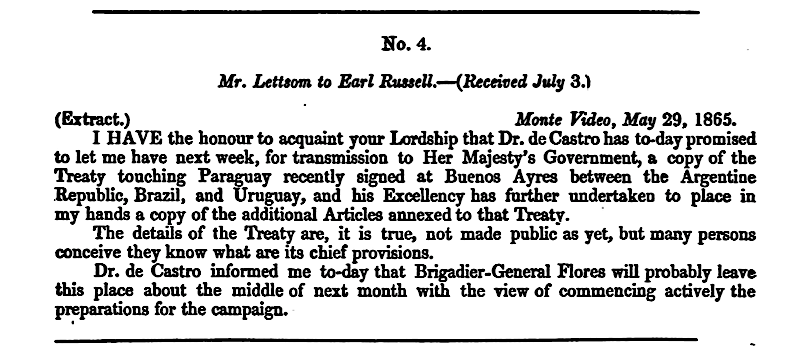
Documento parlamentar. O governo britânico obteve uma cópia do tratado e publicou-o

O tratado foi celebrado (feito) em Buenos Aires em 1º de maio de 1865, e cada país teve sua versão, com estas diferenças:
1. Idioma: as versões argentina e uruguaia estavam em espanhol. A versão brasileira estava em português.
2. Sequência: cada versão deu destaque à sua própria nação, representante diplomático e exército, nomeando-os primeiro, se possível. Por exemplo, na versão uruguaia, o Uruguai e seu diplomata, Dr. de Castro, são mencionados antes dos muito maiores Brasil e Argentina e seus representantes. Outro exemplo, no Artigo III (versão uruguaia), é que o papel do comandante uruguaio, Venâncio Flores, é descrito antes do papel do comandante das forças terrestres brasileiras, muito maiores. O inverso acontece na versão brasileira.[72]

Assim, um rótulo preciso de uma disposição específica pode exigir que se diga, por exemplo, “Artigo III, terceiro travessão (versão uruguaia)” (conforme o caso).
O tratado era secreto, mas Castro forneceu uma cópia a William Garrow Lettsom, o ministro britânico em Montevidéu, que, em 27 de junho, encaminhou uma tradução da versão uruguaia ao secretário de Relações Exteriores britânico, Lord Russell. O governo britânico ordenou que fosse impresso e apresentado às duas casas do Parlamento, cujo texto é reproduzido neste artigo. É a versão utilizada na maioria dos relatos acadêmicos na língua inglesa.

### Em outras línguas
A versão brasileira foi publicada em Schneider, 1902, e pode ser baixada.
A versão argentina, publicada em uma reimpressão de 1884 do Registro Nacional, pode ser baixada. Versões defeituosas circulam online.
Uma versão alemã foi publicada em Schneider, 1872, e pode ser baixada. No entanto, não se trata de uma tradução direta do português ou do espanhol, mas sim de uma tradução do texto inglês (parlamentar britânico).

## Texto do Tratado

### Tratado

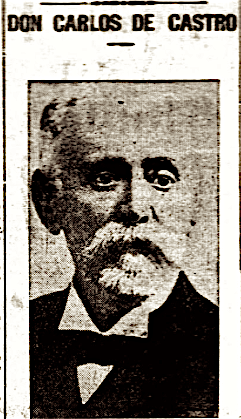
Dr. Carlos de Castro, o ministro das Relações Exteriores do Uruguai (de um obituário de jornal, 1911)

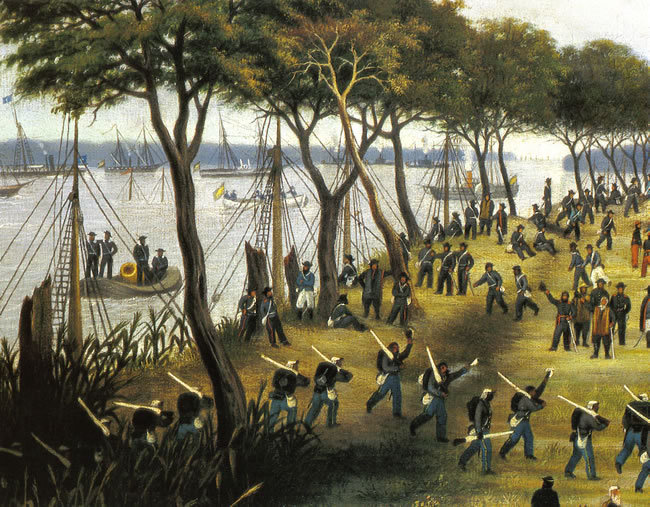
Invasão do Paraguai. Transportadas pela Marinha Brasileira, tropas argentinas desembarcam em Curuzú. O peso do esforço militar foi suportado pelos soldados brasileiros

O Governo da República Oriental do Uruguai, o Governo de Sua Majestade o Imperador do Brasil e o Governo da República Argentina:
Os dois últimos, encontrando-se em guerra com o Governo do Paraguai por este ter sido declarado contra eles de fato por este Governo, e o primeiro em estado de hostilidade, e com a sua segurança interna ameaçada pelo referido Governo, que violou a República, Tratados solenes e os usos internacionais das nações civilizadas e cometeu atos injustificáveis depois de ter perturbado as relações com os seus vizinhos pelos procedimentos mais abusivos e agressivos:
Persuadidos de que a paz, a segurança e o bem-estar de suas respectivas nações são impossíveis enquanto existir o atual Governo do Paraguai, e que é uma necessidade imperiosa, exigida pelo maior interesse, fazer desaparecer esse Governo, respeitando a soberania, independência e integridade territorial da República do Paraguai:

Resolveram com este objetivo celebrar um Tratado de Aliança ofensivo e defensivo, e para isso nomearam seus Plenipotenciários, a saber:

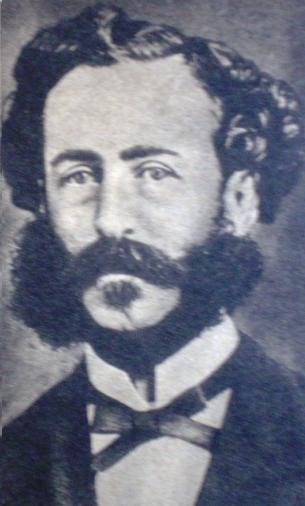
Dr. Rufino de Elizalde, ministro das Relações Exteriores da Argentina.

1. Sendo as operações da guerra iniciadas no território da República Argentina, ou em parte do território paraguaio limítrofe com a mesma, o comando em chefe e a direção dos exércitos aliados permanecem confiados ao Presidente da República Argentina, General -chefe de seu exército, Brigadeiro-General Don Bartolomé Mitre.
2. As forças marítimas dos aliados ficarão sob o comando imediato do Vice-Almirante Visconde de Tamandaré, Comandante-em-chefe da esquadra de Sua Majestade o Imperador do Brasil.
3. As forças terrestres da República Oriental do Uruguai, uma divisão das forças argentinas, e outra das forças brasileiras a serem designadas pelos seus respectivos chefes superiores, formarão um exército sob as ordens imediatas do Governador Provisório da República Oriental do Uruguai. o Uruguai, Brigadeiro-General Dom Venâncio Flores.
4. As forças terrestres de Sua Majestade o Imperador do Brasil formarão um exército sob as ordens imediatas de seu General-em-Chefe, Brigadeiro Manoel Luis Osorio.[78]
5. Embora as Altas Partes Contratantes tenham acordado em não mudar o campo das operações de guerra, no entanto, a fim de preservar os direitos soberanos das três nações, concordam a partir deste momento, no princípio da reciprocidade para o comando em chefe, em caso essas operações tenham que passar para o Oriente ou território brasileiro.

ARTIGO IV
1. A ordem militar interna e a economia das tropas aliadas dependerão exclusivamente dos seus respectivos chefes.
2. Os salários, alimentos, munições de guerra, armas, roupas, equipamentos e meios de transporte das tropas aliadas ficarão por conta dos respectivos Estados.

ARTIGO V
As Altas Partes Contratantes fornecerão mutuamente toda a assistência ou elementos que possam ter, e que as outras possam necessitar, na forma a ser acordada.
ARTIGO VI
Os aliados comprometem-se solenemente a não depor as armas, a menos que de comum acordo, nem até que tenham derrubado o atual governo do Paraguai, nem tratar com o inimigo separadamente, nem assinar qualquer tratado de paz, trégua, armistício ou convenção de qualquer natureza para pôr fim ou suspender a guerra, a não ser por acordo perfeito de todos.
ARTIGO VII
Não sendo a guerra contra o povo do Paraguai, mas contra o seu Governo, os Aliados poderão admitir numa legião paraguaia todos os cidadãos dessa nação que decidirem concorrer para derrubar o referido Governo, e fornecer-lhes-ão todos os elementos que possam exigir, na forma e nas condições a acordar.
ARTIGO VIII
Os aliados obrigam-se a respeitar a independência, a soberania e a integridade territorial da República do Paraguai. Consequentemente, o povo paraguaio poderá escolher o seu Governo e doar-se as Instituições que desejar, não o incorporando nem pedindo um Protetorado sob qualquer um dos aliados como consequência desta guerra.
ARTIGO IX
A independência, a soberania e a integridade territorial da República do Paraguai serão garantidas coletivamente, em conformidade com o artigo anterior, pelas Altas Partes Contratantes durante o período de cinco anos.
ARTIGO X
Fica acordado entre as Altas Partes Contratantes que as isenções, privilégios ou concessões que possam obter do Governo do Paraguai serão comuns a todos gratuitamente, se forem gratuitos, e com a mesma compensação se forem condicionais.
ARTIGO XI

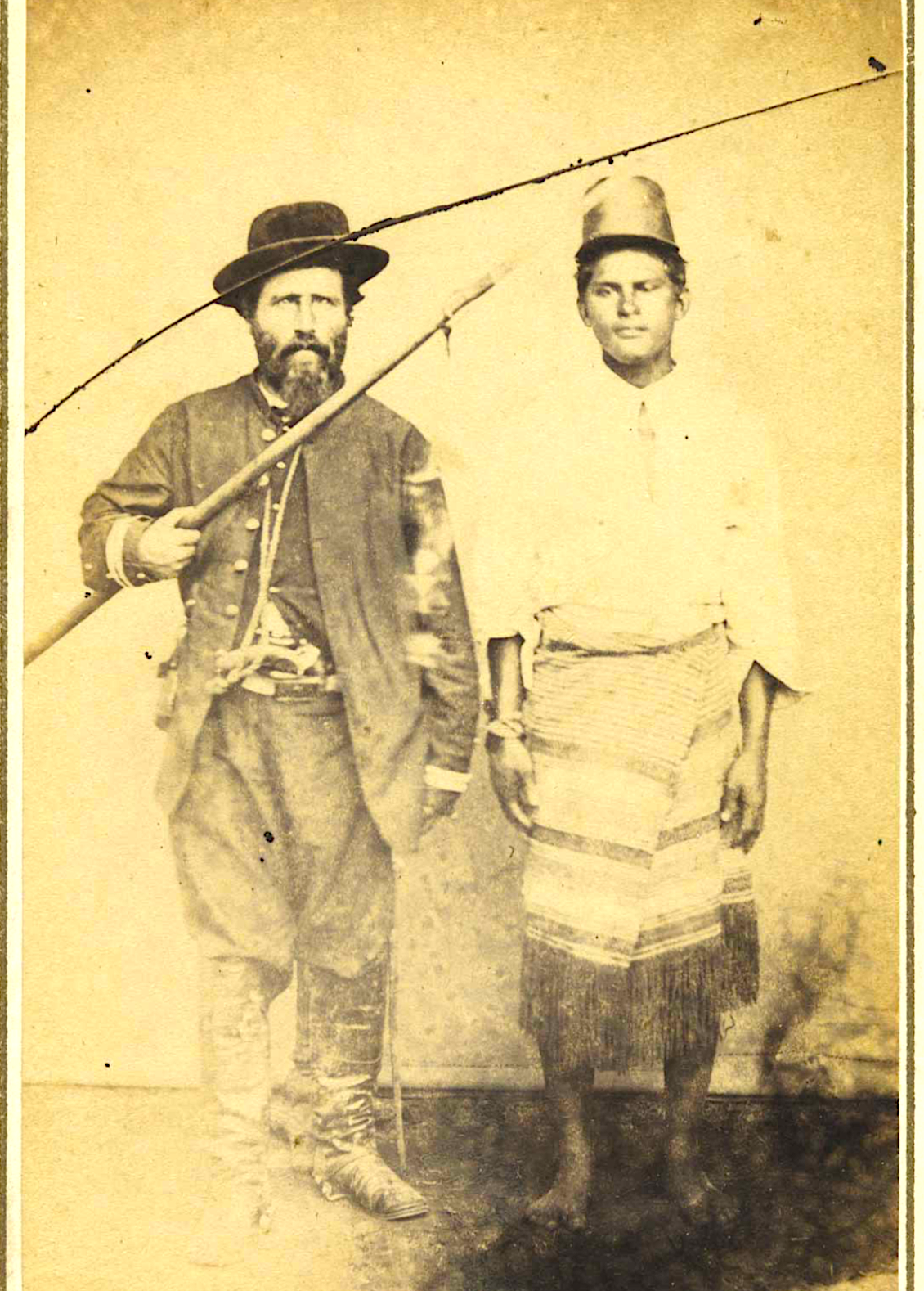
Prisioneiro paraguaio. Os soldados de infantaria paraguaios usavam kilts e andavam descalços; sua coragem foi admirada por seus inimigos

Deposto o atual Governo do Paraguai, os Aliados procederão a tomar as providências necessárias com a autoridade constituída, para assegurar a livre navegação dos rios Paraná e Paraguai, de tal maneira que os regulamentos ou leis daquela República não obstruam, dificultem nem sobrecarregarão o trânsito e a navegação direta dos navios mercantes e navios de guerra dos Estados aliados que se dirijam ao seu respectivo território, ou a território não pertencente ao Paraguai, e tomarão garantias adequadas para a eficácia desses acordos com base que esses regulamentos de polícia fluvial, sejam eles para esses dois rios ou igualmente para o rio Uruguai, serão feitos de comum acordo entre os aliados e os outros Estados limítrofes que, no prazo a ser acordado pelos referidos aliados, aceitarão o convite que lhes foi feito.
ARTIGO XII
Os aliados reservam-se a concertar as medidas mais adequadas para garantir a paz com a República do Paraguai após a derrubada do actual Governo.
ARTIGO XIII
Os aliados nomearão oportunamente os Plenipotenciários necessários para celebrar os acordos, Convenções ou Tratados que devam ser feitos com o Governo que se estabelecerá no Paraguai.
ARTIGO XIV
1. Os aliados exigirão deste Governo o pagamento das despesas da guerra que se viram obrigados a aceitar, bem como a reparação e indemnização pelos danos e lesões causados às suas propriedades públicas e privadas, e às pessoas dos seus cidadãos, sem declaração expressa de guerra, e pelos danos e ferimentos cometidos posteriormente em violação dos princípios que regem as leis da guerra.
2. A República Oriental do Uruguai exigirá igualmente uma indenização proporcional aos danos e prejuízos que lhe forem causados pelo Governo do Paraguai através da guerra em que for forçada a entrar para defender sua segurança ameaçada por esse Governo.

ARTIGO XV
Em Convenção especial será determinado o modo e a forma de liquidação e pagamento da dívida proveniente das causas acima mencionadas.
ARTIGO XVI
Para evitar as discussões e guerras que envolvem as questões de fronteiras, fica estabelecido que os aliados exigirão do Governo do Paraguai que celebre Tratados de fronteira definitivos com seus respectivos Governos nas seguintes bases: –
1. A República Argentina será dividida da República do Paraguai pelos rios Paraná e Paraguai, até encontrar os limites do Império do Brasil, estando estes à margem direita do rio Paraguai, a Bahia Negra.
2. O Império do Brasil será dividido da República do Paraguai, ao lado do Paraná, pelo primeiro rio abaixo do Salto de las Siete Cahidas, que, segundo o mapa recente de Manchez,[79] é o Igurey, e desde a foz do Igurey e seu curso para cima até chegar às suas nascentes.
3. Do lado da margem esquerda do Paraguai pelo River Apa desde a sua foz até às suas fontes.
4. No interior, desde os cumes da serra de Maracayú, os riachos do leste pertencem ao Brasil, e os do oeste ao Paraguai, e traçando linhas tão retas quanto possível desde a referida montanha até as nascentes do Apa e do Igurey .

ARTIGO XVII
1. Os aliados garantem-se reciprocamente o fiel cumprimento dos acordos, arranjos e Tratados que vierem a ser celebrados com o Governo que se estabelecer no Paraguai, em virtude do que for acordado pelo presente Tratado de Aliança, que sempre deverá permanecerá em pleno vigor e vigor para que estas estipulações sejam respeitadas e executadas pela República do Paraguai.
2. Para obter este resultado concordam que, no caso de uma das Altas Partes Contratantes não conseguir obter do Governo do Paraguai o cumprimento do que foi acordado, ou que este Governo tente anular as estipulações ajustadas com os Aliados, o outro deverá empregar activamente os seus esforços para que sejam respeitados.
3. Se estes esforços forem inúteis, os aliados contribuirão com todos os seus meios para tornar eficaz a execução do que está estipulado.

ARTIGO XVIII
Este Tratado será mantido em segredo até que o objetivo principal da aliança seja alcançado.
ARTIGO XIX

As disposições deste Tratado que não careçam de autorização legislativa para sua ratificação, entrarão em vigor tão logo sejam aprovadas pelos respectivos Governos, e as demais a partir da troca das ratificações, que ocorrerá no prazo de quarenta dias contados da data do referido Tratado, ou antes, se for possível, o que será feito na cidade de Buenos Aires.
Em testemunho do que, os Plenipotenciários abaixo assinados de Sua Excelência o Governador Provisório da República Oriental do Uruguai, de Sua Majestade o Imperador do Brasil e de Sua Excelência o Presidente da República Argentina, em virtude de nossos plenos poderes, assinam este Tratado e fazemos com que nele sejam colocados nossos selos na cidade de Buenos Aires, no dia 1º de maio do ano de Nosso Senhor de 1865.
–C. DE CASTRO.
–F. OCTAVIANO DE ALMEIDA ROSA

–RUFINO DE ELIZALDE

#### Protocolo

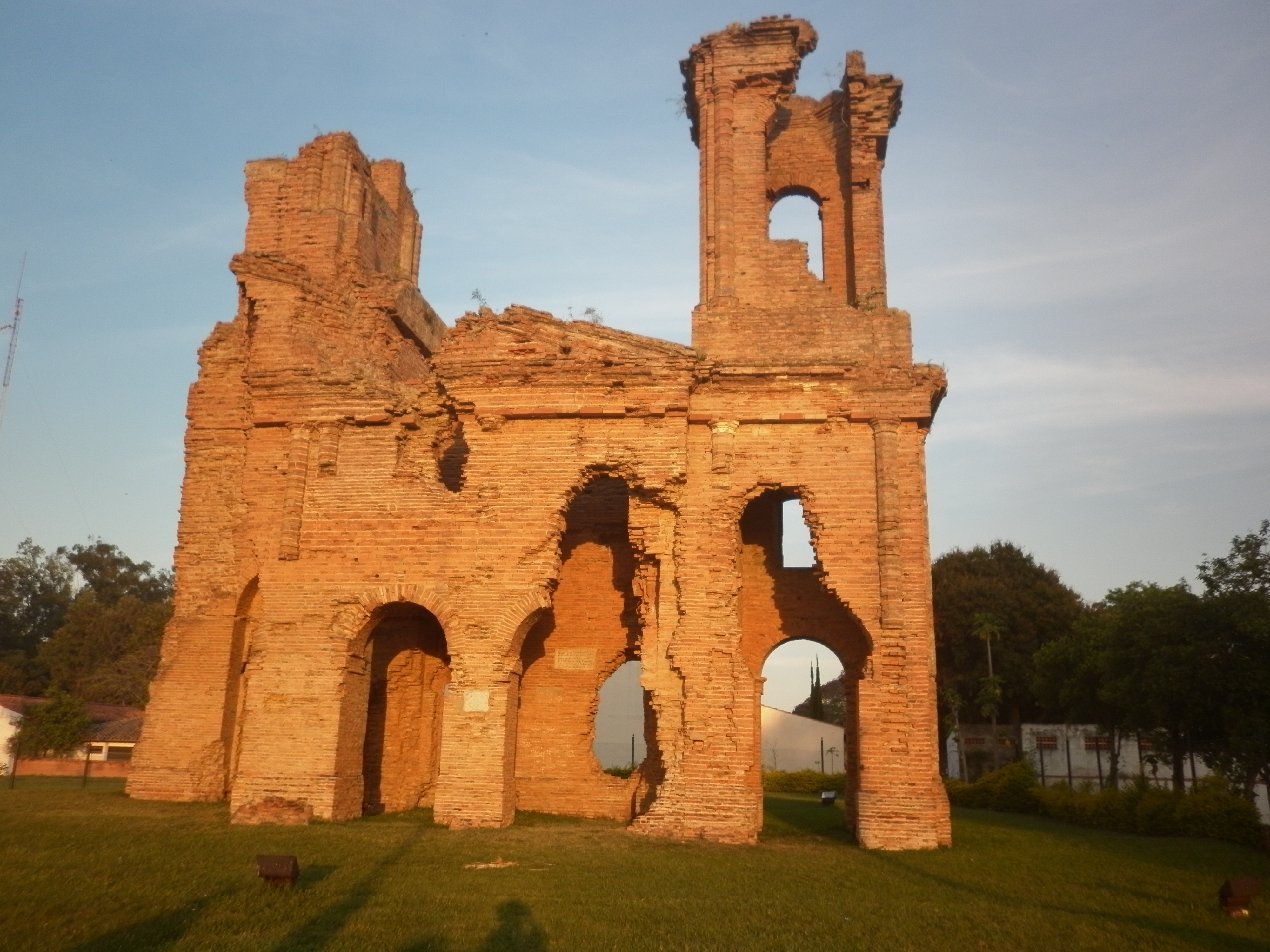
Ruínas da igreja de Humaitá. Hoje, nada mais resta da formidável fortaleza, arrasada de acordo com o Tratado

SUAS Excelências os Plenipotenciários da República Argentina, da República Oriental, da República Oriental do Uruguai, e de Sua Majestade o Imperador do Brasil reunidos no Departamento de Relações Exteriores, concordaram:
1. Que em cumprimento ao Tratado de Aliança desta data, serão demolidas as fortificações de Humaitá, não sendo permitida a construção de outras de igual natureza, que possam impedir a fiel execução desse Tratado.
2. Sendo uma das medidas necessárias para garantir a paz com o Governo que se estabelecerá no Paraguai não deixar armas ou elementos de guerra, as que forem encontradas serão divididas em partes iguais entre os aliados.
3. Que os troféus e saques que possam ser tirados do inimigo serão divididos entre os aliados que fizerem a captura.
4. Que os chefes no comando dos exércitos aliados concertarão medidas para levar a efeito o que aqui for acordado.
–C. DE CASTRO.
–RUFINO DE ELIZALDE

–F. OCTAVIANO DE ALMEIDA ROSA

## Ratificação
O tratado não poderia entrar em vigor até a ratificação. Na Argentina, foi ratificado pelo Senado e pela Câmara dos Representantes em sessão secreta em 24 de maio de 1865, mas sujeito a uma exceção pouco conhecida. Os instrumentos de ratificação foram trocados entre Argentina e Brasil em 12 de junho e entre Argentina e Uruguai em 13 de junho.

### Exceção à ratificação
O legislador da República Argentina não ratificou integralmente o Artigo I do Protocolo do Tratado, cuja omissão foi mantida em segredo até depois da guerra.

Em 1872, o historiador Louis Schneider escreveu que os aliados não ratificaram todas as cláusulas do Tratado, mas sem maiores especificações.  Porém, em nota publicada na tradução portuguesa da obra de Schneider (1902), o diplomata brasileiro José Maria da Silva Paranhos qualificou essa afirmação da seguinte forma:
Só não foi aprovada pelo Congresso argentino a cláusula relativa às fortificações, e essa falta de aprovação, mantida em segredo, só foi comunicada ao Brasil muito depois da guerra.
Isso já havia sido reconhecido em 1872 pelo futuro diplomata argentino Estanislao Zeballos, que observou que o Protocolo (relativo às fortificações) não havia sido submetido à ratificação do Congresso argentino conforme exigido pela constituição argentina. O que era questionável, para a Argentina, não era que as fortificações de Humaitá fossem demolidas, mas a estipulação de que nenhuma semelhante deveria ser construída, mesmo após a derrubada de López.
A recusa da Argentina em ratificar o Protocolo veio à tona quando ela e o Brasil estavam disputando o significado e o efeito do tratado, e o governo brasileiro publicou parte da correspondência. (Veja Conflito entre Argentina e Brasil, abaixo.)
Nunca foi determinado se a recusa do legislador argentino em ratificar o Artigo 1 do Protocolo foi eficaz de acordo com o direito das nações ou se foi ineficaz porque não foi comunicada ao Brasil em tempo hábil.

## Artigos específicos

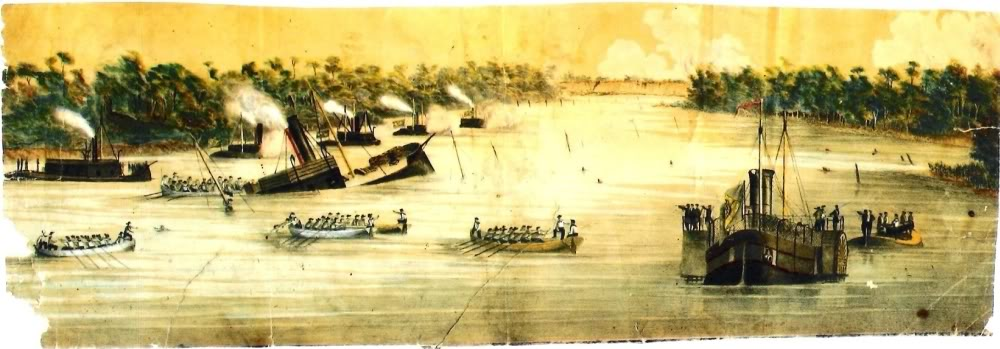
O couraçado brasileiro Rio de Janeiro, de 1 000 toneladas, afundado por uma mina paraguaia em Curuzú, a 1 200 km do oceano mais próximo

Até hoje, a América do Sul continua a debater os méritos (ou a falta deles) de artigos específicos do tratado. Em particular, os artigos III, VI, VII, VIII, IX, XIV e XVIII.

### Artigo III
Por meio deste artigo os Aliados concordaram em conferir inicialmente o comando geral das forças terrestres ao presidente Bartolomé Mitre da Argentina, embora os recursos militares brasileiros fossem muito maiores, principalmente porque a campanha inicial teria que ocorrer em território argentino, e depois em território argentino. Território paraguaio adjacente à Argentina. Porém, como o Brasil tinha incomparavelmente a maior marinha, concordaram que o comando das forças navais deveria ser conferido inicialmente ao almirante brasileiro Joaquim Marques Lisboa, o visconde de Tamandaré. As decisões, porém, causaram muitos atritos e dissensões com os uruguaios acusando Mitre de ser excessivamente cauteloso e os argentinos acusando a Marinha do Brasil de não cooperar com o Exército. É discutido no artigo na Passagem de Humaitá.
O terceiro travessão do artigo III levou à criação do Exército de Vanguarda liderado pelo feroz gaúcho uruguaio Venancio Flores, cuja função era avançar rapidamente pela parte oriental da província de Corrientes, conforme descrito por León de Palleja.

### Artigo VI
Por este artigo, os Aliados comprometeram-se a não depor as armas, a menos que por consentimento mútuo, até que tivessem abolido o governo López, nem a tratar separadamente com o inimigo. Este artigo foi criticado por dificultar a negociação da paz. Na verdade, depois do entusiasmo inicial, a Argentina tinha um forte partido antiguerra e, se não fosse o Brasil, é possível que a Argentina tivesse optado por negociar a paz. Contra isso, porém, Domingo Faustino Sarmiento, vencedor das eleições presidenciais de 1868 com uma plataforma anti-guerra, tentou provocar a retirada unilateral da Argentina - Artigo VI ou não. Mas não conseguiu fazê-lo, em parte devido ao sentimento anti-López.

### Artigo VII
Conforme previsto no Artigo 6, este estipulava que o inimigo era o governo paraguaio (isto é, López) e não o país do Paraguai. (O conceito não era sem precedentes nos assuntos internacionais. "Talleyrand também obteve do Congresso de Viena que o inimigo da Coalizão era apenas Napoleão, e não o povo francês"). Portanto, uma Legião Paraguaia voluntária anti-López seria admitida para se juntar aos Aliados. Tem sido contestado que a Legião Paraguaia era traidora do seu país, mas não pode haver dúvida de que o governo López era uma ditadura com uma oposição emigrada. Uma objecção diferente é que os prisioneiros de guerra paraguaios foram forçados a juntar-se à Legião ou, pelo menos, aos exércitos Aliados, o que, se fosse verdade, teria sido ultrajante.

### Artigo VIII
Este reiterou que os Aliados se comprometeram a respeitar a independência e a soberania da República Paraguaia, porque o verdadeiro inimigo era o regime de López. Embora na altura alguns se tenham oposto a esta manobra como cínica, há realmente poucos motivos para duvidar da sinceridade dos motivos dos Aliados neste ponto. Brasil e Argentina eram rivais tradicionais e nenhum deles queria que o outro absorvesse o Paraguai. Que isto foi assim no caso do Brasil é demonstrado duas vezes, não apenas quando ele insistiu nesta cláusula em primeiro lugar, mas depois de vencer a guerra, quando poderia facilmente ter anexado o Paraguai se quisesse.
Uma queixa separada era que os Aliados não pretendiam realmente respeitar a integridade territorial do Paraguai, porque pretendiam ocupar grandes porções do território paraguaio. No entanto, esta objeção pressupõe que esses territórios eram, no direito internacional, paraguaios, quando na verdade estavam em disputa há muito tempo. Nenhum Estado terceiro reconheceu a reivindicação de alguém sobre esses territórios; e, como partes consideráveis da América do Sul, não foram realmente ocupadas por ninguém além dos habitantes aborígenes. Brasil e Paraguai disputavam as fronteiras entre o Paraguai e o Mato Grosso; e grandes partes dos territórios do Chaco e das Missões estavam em disputa entre o Paraguai e a Argentina. Assim, os territórios estavam genuinamente em disputa e, no século XIX, não era surpreendente que, se houvesse uma guerra, o vencedor ocupasse os territórios em disputa como despojos da vitória.

### Artigo IX
Ainda sobre o tema de que a guerra era realmente contra o regime de López, este artigo previa que os Aliados garantiriam coletivamente a independência do Paraguai por cinco anos. Na prática internacional do século XIX, uma Potência que garantisse a independência de um país concordava em protegê-lo pela força caso fosse ameaçado. Tendo em mente a tradicional rivalidade e suspeita entre Brasil e Argentina, o que isso significava era que se um ameaçasse o Paraguai, o outro viria em auxílio do Paraguai.
Uma objecção contra o Artigo 9º era que a garantia era de apenas 5 anos, o que era praticamente insignificante, uma vez que a guerra durou 5 anos. No entanto, os Aliados não sabiam disso em 1865. Além disso, outra interpretação é que os 5 anos começariam a correr no final da guerra. Esta interpretação é apoiada pelas palavras “em conformidade com o artigo anterior”. O artigo anterior (artigo 8º) dizia que “o povo paraguaio pode eleger o seu próprio governo e dar-lhe as instituições que achar conveniente”, o que não teria sido possível até a derrubada de López - ou seja, até o fim da guerra.

### Artigo XIV
Este artigo previa que o Paraguai pagaria uma indenização pela guerra, que foi criticada por ser excessivamente dura. Mas no final da guerra, o Paraguai não estava em condições de pagar quaisquer indenizações, que foram finalmente canceladas, nada tendo sido pago.
O Paraguai argumentou com sucesso que se o Paraguai tivesse que pagar indenizações, isso indicaria, ao contrário da alegação dos Aliados, que a guerra era contra a nação paraguaia e não contra López, o ex-presidente e instigador da guerra.

### Artigo XVI
Através deste artigo, os aliados concordaram com os limites que resultariam da sua vitória na guerra. Sujeitas à arbitragem posterior de Hayes (que concedeu o Chaco ao norte do rio Pilcomayo ao Paraguai), e sujeitas à disputa territorial entre o Paraguai e a Bolívia (que foi resolvida pela muito posterior Guerra do Chaco), as fronteiras são as que existem agora. A parte baixa do Mato Grosso pertence ao Brasil. As províncias de Formosa, Chaco e Misiones pertencem à Argentina.
Note-se que, pelo segundo travessão deste artigo, a Argentina deveria receber território na margem direita do rio Paraguai (ou seja, no Gran Chaco) até a Bahia Negra. Isso é cerca de 600km ao norte da atual fronteira do rio Pilcomayo. Pelas razões explicadas na segunda seção deste artigo, a partir do momento em que o Tratado foi assinado, o Brasil decidiu frustrar a reivindicação da Argentina sobre este território, e conseguiu. Para um relato detalhado, consulte Warren, capítulo 10.

### Artigo XVIII
O tratado deveria ser secreto até que seu objetivo principal fosse cumprido. Os tratados secretos, embora tenham saído de moda após a Primeira Guerra Mundial e sejam agora considerados imprudentes, eram comuns no século XIX.
O cônsul britânico em Rosário, Thomas Hutchinson, pensava que o "objeto principal" se referia à demolição da Fortaleza de Humaitá, embora não mencionado até o Protocolo.

### Protocolo

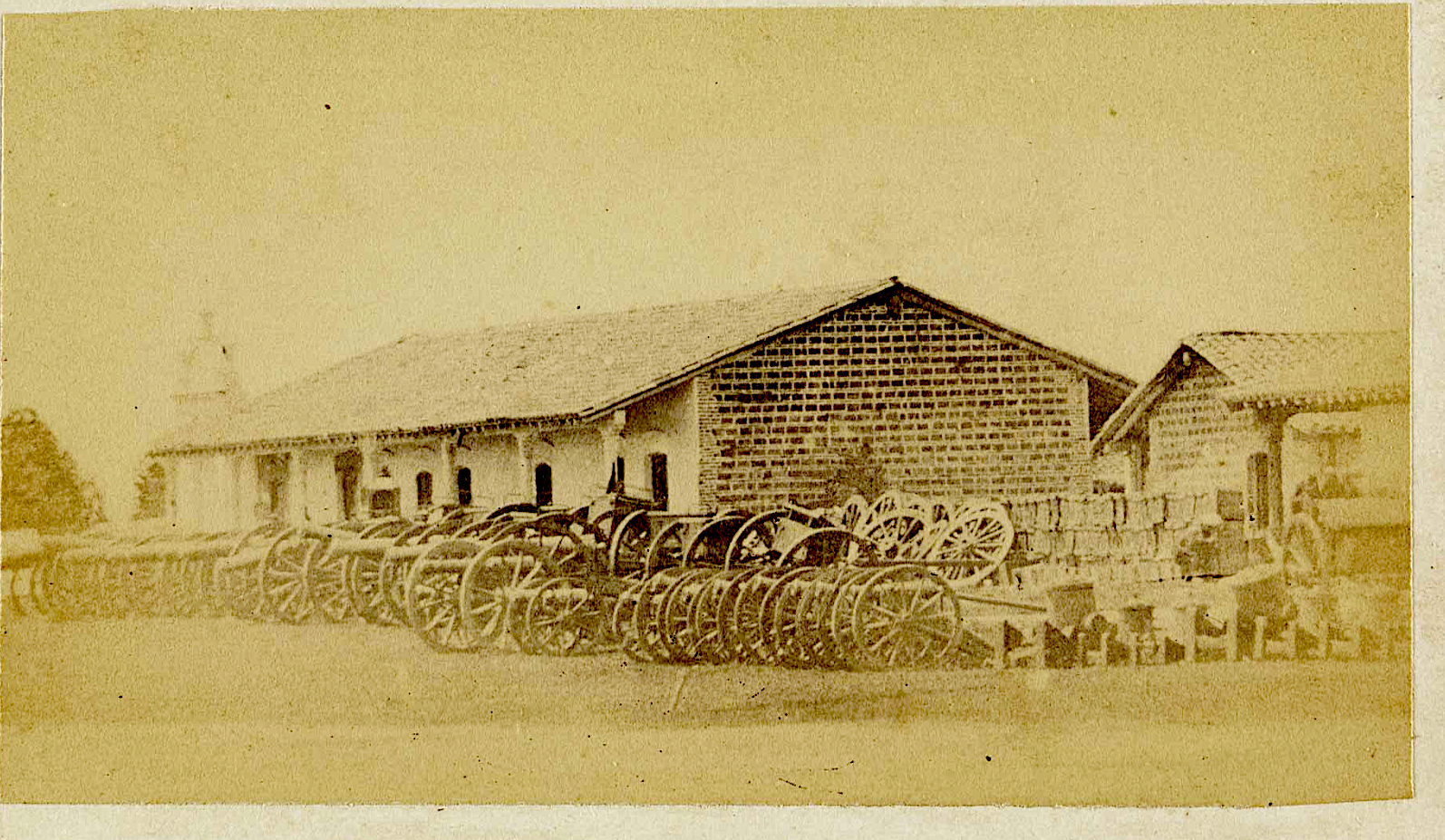
Saque. Artilharia paraguaia capturada em Humaitá, antes da distribuição

O Protocolo era um apêndice ao tratado assinado no mesmo dia, aparentemente como uma reflexão tardia.
O artigo 1º previa expressamente que a Fortaleza de Humaitá deveria ser demolida e que “não será permitida a construção de outras de igual natureza, que possam impedir a fiel execução do Tratado”.
O protocolo também exigia o desarmamento do Paraguai e a partilha de troféus e saques militares.

### Supostas "cláusulas secretas"
Alguns escritos sobre a guerra do Paraguai podem dar a impressão de que certas cláusulas especiais do Tratado eram secretas, mas outras não. Por exemplo:
Brasil, Argentina e Uruguai assinaram o Tratado da Tríplice Aliança, que comprometeu os três países com uma guerra para remover Solano López.... O Tratado conforme publicado declarava que os Aliados respeitariam a independência do Paraguai... O Tratado também continha cláusulas secretas que previam ajustes fundamentais nas fronteiras do Paraguai após a guerra.... O Paraguai seria reduzido a um quarto do seu território existente."
No entanto, nos termos do artigo 18.º do tratado, todas as suas cláusulas eram igualmente secretas. Nenhum deles era público e todos foram apresentados neste artigo.
Dito isto, algumas disposições do Tratado eram óbvias na época ou fáceis de adivinhar (como a de que havia algum tipo de aliança contra López) e outras nem tanto (como a medida precisa em que as reivindicações territoriais da Argentina deveriam ser justificadas). A confusão surgiu porque todas as cláusulas estavam fechadas à fiscalização pública, o que gerou boatos.

## Publicação
Segundo Thompson, as principais disposições vazaram rapidamente para a imprensa de Buenos Aires.

Segundo o professor Thomas L. Whigham, o texto detalhado foi publicado da seguinte forma. O encarregado de negócios britânico em Montevidéu, William Garrow Lettsom, perguntou diretamente ao ministro das Relações Exteriores do Uruguai, Carlos de Castro, se os aliados planejavam dividir o Paraguai "como uma Polônia sul-americana". Com a intenção de acalmá-lo, Castro entregou-lhe, confidencialmente, uma cópia completa do tratado. No entanto, Lettsom não ficou satisfeito e questionou-se se o confisco de parte do seu território seria realmente melhor do que uma anexação geral. Ele decidiu enviar uma cópia para Lord Russell. O governo britânico opôs-se durante muito tempo a qualquer tipo de concessões territoriais no Uruguai e, por extensão, em qualquer lugar da região do Prato:
O texto do Tratado parecia violar a diplomacia há muito estabelecida na região. O governo britânico decidiu ignorar as promessas de discrição de Lettsom e apressou-se em publicar todo o tratado...
O tratado foi publicado em março de 1866 e denunciado nos jornais de Londres. A notícia chegou à América do Sul algumas semanas depois e criou uma avalanche de publicidade adversa.
A Bolívia e o Peru protestaram contra o tratado e o Chile parecia inclinado a fazer o mesmo. Por outro lado, quando o tratado foi publicado num semanário paraguaio, muitas pessoas estavam convencidas de que López estava certo em travar guerra com os Aliados e que “o Paraguai foi obrigado a lutar pela sua própria existência”. Thompson observou que "deu-me mais entusiasmo lutar pelo Paraguai, pois acreditava, pelos termos do Protocolo, que ele deveria lutar ou ser absorvido".

## Consequências

### Aliados
Demorou quase um ano para expulsar as tropas paraguaias do território aliado. Em abril de 1866 os aliados invadiram o Paraguai. Eventualmente, após quatro anos de guerra – na maior parte dos quais foram detidos pela Fortaleza de Humaitá – derrubaram o governo de López, que foi morto em batalha. Conforme exigido pelo Protocolo, eles arrasaram a Fortaleza.
A guerra foi uma catástrofe para o Paraguai, que, numa estimativa conservadora, perdeu entre um quarto e metade da sua população. Apesar das estipulações do Artigo XIV sobre indenizações, a falência do Paraguai significou que as despesas da guerra eram irrecuperáveis e, portanto, as exigências acabaram sendo abandonadas.

### Conflito entre Argentina e Brasil
Argentina e Brasil estiveram à beira da guerra entre 1870 e 1876 devido a disputas e mal-entendidos sobre tratados.
Ao final da guerra, foi instituído um governo provisório no Paraguai, sob os auspícios dos Aliados. O Paraguai continuou ocupado pelas tropas aliadas, principalmente brasileiras. Além disso, as forças brasileiras ocuparam a Isla del Cerrito, uma ilha próxima à foz do rio Paraguai que foi reivindicada pela Argentina, mas que serviu como principal base naval do Brasil durante a guerra.
Apesar do Artigo VI, que proibia um tratado de paz separado, em 1872, o Brasil enviou o Barão de Cotegipe a Assunção para negociar um tratado separado com o Paraguai sem qualquer explicação à Argentina ou ao Uruguai.  A Argentina ficou furiosa e seu ministro das Relações Exteriores, Carlos Tejedor, enviou uma carta dura, criticando o Brasil por tentar negociar em particular com o Paraguai. A imprensa de Buenos Aires entendeu mal e exagerou a extensão da quebra de fé do Brasil e afirmou que a guerra com o Brasil era a única maneira de responder. (Na verdade, o Brasil e o Paraguai assinaram quatro tratados em 1872, mas nenhum deles teve quaisquer implicações para os direitos da Argentina; tratavam de extradição, comércio e privilégios consulares).
Como resultado, a Argentina tomou posse de Villa Ocidental, um assentamento no Chaco Central, ao norte do rio Pilcomayo.  O Chaco Central era uma área reivindicada pelo Paraguai e pela Argentina, mas havia sido cedida à Argentina pelo Artigo XVI do Tratado da Tríplice Aliança.
A Argentina enviou o ex-presidente Bartolomé Mitre ao Brasil para ajudar a restaurar as boas relações e, no final de 1873, a tensão parecia ter acabado.  Porém, não demorou muito para que a Argentina fortificasse a Ilha Martín García. Esta ilha é uma anomalia geográfica, pois por acordo é hoje um enclave do território argentino localizado inteiramente em águas territoriais uruguaias. Na época, porém, era um pomo de discórdia de longa data, sendo disputado entre Argentina e Uruguai (apoiado pelo Brasil). Sua localização na costa uruguaia, perto da foz dos rios Paraná e Uruguai, significava que poderia ser usado para ameaçar a livre navegação da bacia do Rio da Prata, que representa um quarto da superfície do continente sul-americano.

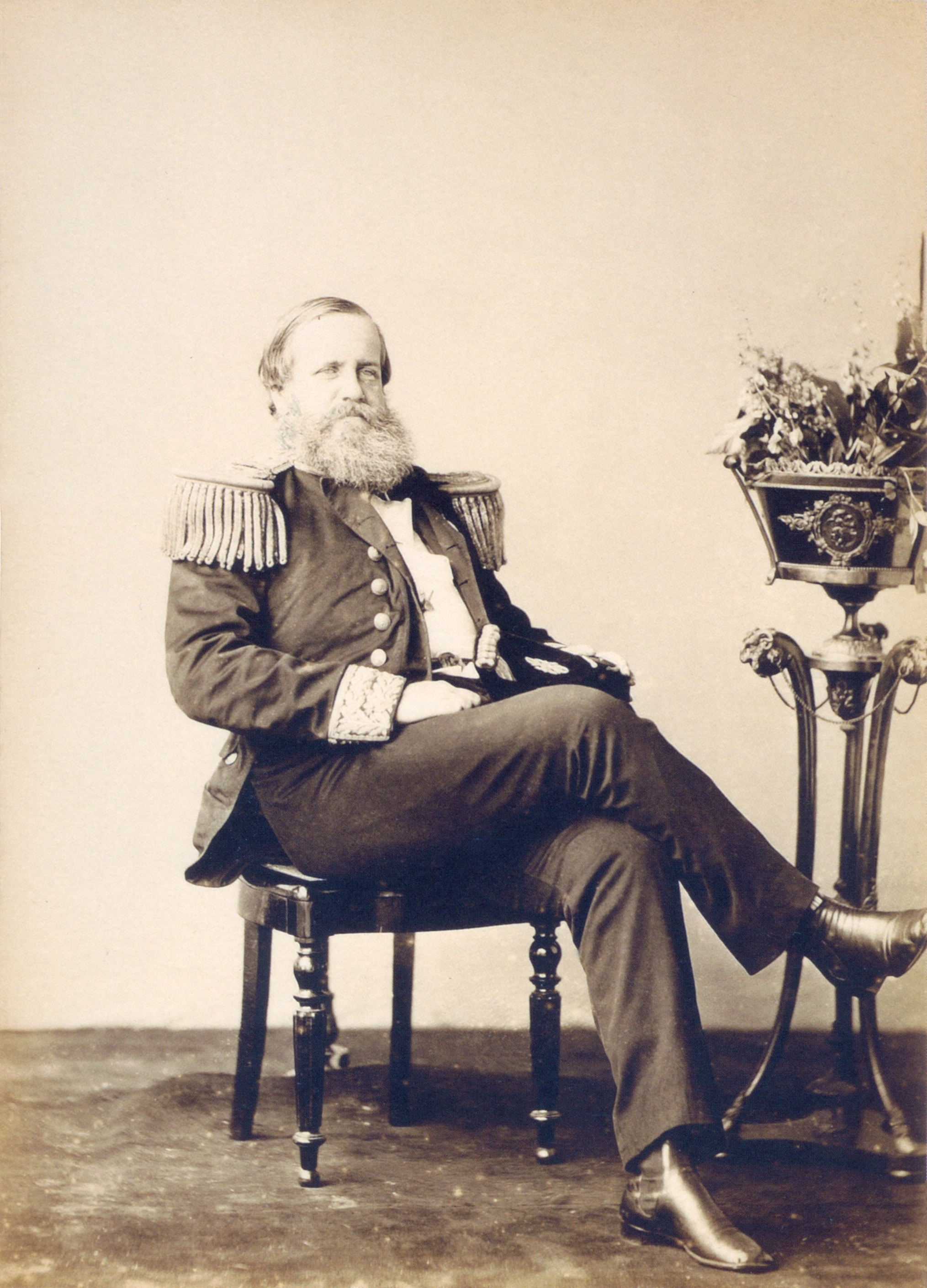
Dom Pedro II (44) em 1870.

Com isso, o Brasil reforçou sua frota no Rio da Prata. A Argentina começou a adquirir material de guerra e a comprar navios de guerra. O ministro americano no Rio de Janeiro também achava que a Argentina estava por trás de uma tentativa frustrada de derrubar o presidente Salvador Jovellanos do Paraguai, que, segundo os argentinos, era um fantoche brasileiro.
Em abril de 1874, o Uruguai, o parceiro júnior da aliança, negociou um tratado separado de amizade com o Paraguai, sob os auspícios do Brasil. A Argentina rompeu relações diplomáticas com o Uruguai.  O ministro americano pensava que se eclodisse a guerra entre Argentina e Brasil, o Uruguai estaria do lado do Brasil e que as províncias argentinas de Corrientes e Entre Ríos, onde havia considerável oposição ao governo de Buenos Aires e eram praticamente autogovernadas, fugir. Ele não se surpreenderia se, sob influência brasileira, se formasse "uma nova República Ribeirinha... [que] seria composta pelo Uruguai, Entre Rios, Corrientes e Paraguai". 
Em 1875, a Argentina voltou a fortificar a Ilha Martín García, o que os EUA consideraram uma violação total do tratado, ameaçando a livre navegação: “O problema foi agravado pelo aparecimento de dois novos couraçados argentinos, o que causou ainda mais apreensão e curiosidade brasileira”.
Em 1875, o imperador Pedro II do Brasil decidiu tentar evitar uma guerra com a Argentina abordando o assunto com o próprio Tejedor. As coisas pareciam estar progredindo bem até que Tejedor deixou repentinamente o Brasil. Parecia que Tejedor estava negociando o tratado unilateral da Argentina com o Paraguai, aproveitando o fato de o enviado paraguaio Jaime Sosa estar no Rio de Janeiro na época. Assinaram o tratado Tejedor-Sosa, que previa a entrega do território de Villa Ocidental à Argentina.  O tratado foi rapidamente rejeitado pelo governo paraguaio. Parece que Tejedor e Sosa esperavam esse resultado, mas Tejedor assinou o tratado de qualquer maneira para desafiar o Brasil.
No final, Brasil e Argentina resolveram suas diferenças porque "[ambos] aprenderam com experiências passadas que mesmo uma guerra bem-sucedida terminaria em desastre financeiro nacional". Em dezembro de 1876 assinaram um acordo pelo qual a ilha de Cerrito foi cedida à Argentina, o Chaco ao sul do rio Pilcomayo foi para a Argentina, o norte do Chaco foi deixado ao Paraguai e o Chaco Central seria arbitrado entre Argentina e Paraguai.

### Brasil
Em 9 de janeiro de 1872, o Paraguai e o Brasil assinaram um tratado no qual o Paraguai reconhecia, como dívida para com o Brasil, todos os danos causados ao povo e às cidades brasileiras, com juros de 6% e amortização anual de 1%. O Paraguai abriu todas as suas hidrovias, os rios Paraná e Uruguai, ao comércio e navegação brasileiros. O Brasil também se reservou o direito de ocupar o Paraguai com seu Exército Imperial para manter a paz e garantir o cumprimento do tratado.
As fronteiras entre o Paraguai e o Brasil foram estabelecidas em três tratados diferentes. No tratado assinado em 9 de janeiro de 1872, os limites foram definidos como o leito do rio Paraná, desde a foz do Iguaçu até a cachoeira das Sete Quedas do Paraná ou Cataratas do Guairá; desde o Salto do Guairá, pelo cume da Serra do Mbaracayu e depois pelo Amambay até a nascente do Rio Apa, de onde segue seu leito até sua foz na margem leste do Rio Paraguai.
Em 16 de janeiro de 1872, outro tratado foi assinado para a libertação de todos os desertores, prisioneiros e criminosos de guerra. Dois dias depois foi assinado um novo tratado de Amizade, Comércio e Navegação. Pelo protocolo de 7 de janeiro de 1874, o riacho Estrella foi considerado a nascente do rio Apa.
O último e definitivo tratado foi assinado em 21 de maio de 1927, no Rio de Janeiro. Complementando o primeiro tratado, estabelecia que o limite entre os dois países era o leito do rio Paraguai desde a foz do rio Apa com o rio Paraguai até sua foz na Bahía Negra.

### Uruguai
O Tratado de Paz, Comércio e Navegação foi assinado em 13 de dezembro de 1873, entre o Paraguai e o Uruguai. Assim como no tratado brasileiro, o Paraguai reconheceu as despesas, danos e prejuízos da campanha uruguaia. Ambos os governos também se comprometeram a devolver todos os prisioneiros de guerra e a reabrir o comércio nos rios.

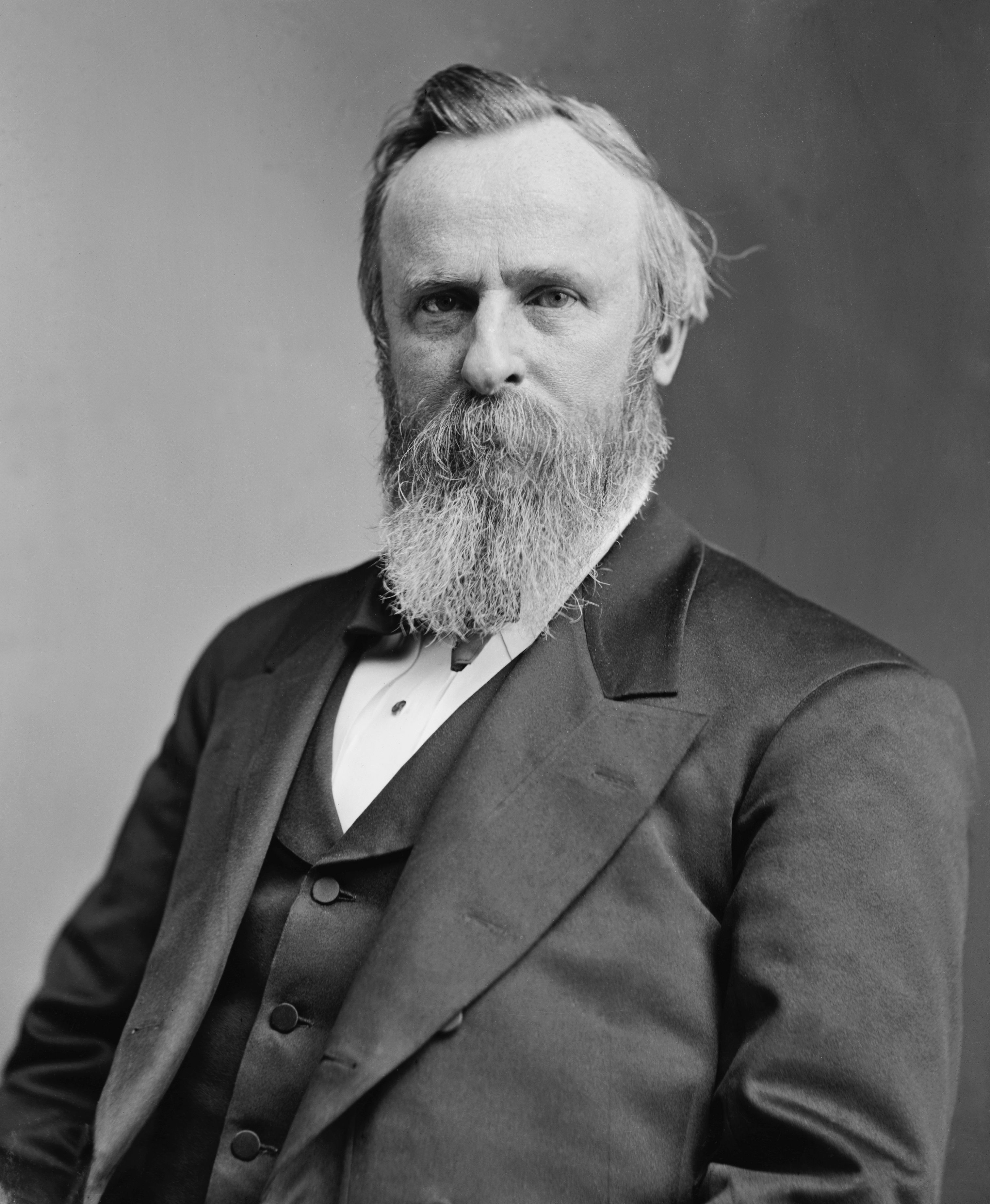
Presidente Rutherford Hayes, árbitro, que concedeu o Chaco Central ao Paraguai

### Argentina
Um tratado foi assinado em 3 de fevereiro de 1876, entre o Paraguai e a Argentina. Nele, o Paraguai reconheceu todas as despesas de guerra, danos e prejuízos causados à propriedade pública e privada argentina, embora nunca tenham sido pagos (ver acima). Os rios Paraguai, Paraná e Uruguai também foram reabertos à navegação e trânsito.
As disputas territoriais Argentina-Paraguai no Chaco foram resolvidas da seguinte forma. A porção ao sul do leito principal do rio Pilcomayo foi atribuída à Argentina. A porção norte do Rio Verde (23° 10' Latitude Sul) foi atribuída ao Paraguai. A parcela central foi submetida à arbitragem.
O árbitro escolhido por ambas as nações foi o presidente dos EUA Rutherford B. Hayes, que concedeu o Chaco Central ao Paraguai em 1878. O exército argentino partiu em maio de 1879. Em agradecimento, o Paraguai renomeou o departamento como "Presidente Hayes" e a capital como "Villa Hayes".

### Bolívia
A guerra de 1864-1870 acabou por resolver as disputas fronteiriças no Chaco, mas não entre o Paraguai e a Bolívia, que continuaram a agravar-se. Em 1931, a fome boliviana de petróleo fez com que seus militares invadissem a área disputada, levando à Guerra do Chaco. Descobriu-se que não havia petróleo pelo qual valesse a pena lutar. As fronteiras Paraguai-Bolívia não foram finalmente resolvidas até um tratado de 28 de abril de 2009.